# Рожни Врх (Требње)
Рожни Врх (словен. Rožni Vrh) је насељено место у општини Требње, регија Југоисточна Словенија, Словенија.

## Историја
До територијалне реорганизације у Словенији био је у саставу старе општине Требње.

## Становништво
У попису становништва из 2011. године, Рожни Врх је имао 71 становника.
| Број становника према пописима | Број становника према пописима | Број становника према пописима |
| ------------------------------ | ------------------------------ | ------------------------------ |
| 1991                           | 2002                           | 2011                           |
| 64                             | 68                             | 71                             |

Напомена: Године 1972. умањено за дио насеља који је припојен насељу Требње. Године 2016. извршена је мала размена територије између насеља Горења Немшка вас, Рожни Врх и Студенец.